# Festnahme von Ekrem İmamoğlu
Am 19. März 2025 wurde der Oberbürgermeister der Großstadtkommune Istanbul, Ekrem İmamoğlu, von der türkischen Polizei wegen angeblicher Korruption und Terrorismusunterstützung der Arbeiterpartei Kurdistans (PKK) zusammen mit über 100 weiteren Personen verhaftet. Die Festnahme löste die Proteste in der Türkei 2025 aus.

## Hintergrund
Viele oppositionelle Bürgermeister wurden in der Türkei bereits verhaftet und ihres Amtes enthoben, so auch der heutige Präsident Recep Tayyip Erdoğan im Jahr 1999 und Bürgermeister der Grünen Linkspartei in Südostanatolien. Die MEDEL bezeichnen die türkische Justiz als nicht unabhängig und, dass es in der Türkei „viele Fälle von willkürlicher Justiz und unrechtmäßigen Verhaftungen“ gebe, darunter auch das Verfahren gegen İmamoğlu von 2022. Es gab mehrere Ermittlungen und Prozesse gegen Ekrem İmamoğlu, von denen einige noch andauern.

### Aberkennung des Universitätsabschlusses
Am 18. März 2025 annullierte die Universität Istanbul İmamoğlus dort erworbenen Abschluss mit der Begründung von Unregelmäßigkeiten. Da türkische Präsidentschaftskandidaten einen Abschluss an einer Universität vorweisen müssen, um zu kandidieren, würde dies seine Kandidatur für das Präsidentenamt faktisch verhindern. Die Entscheidung fiel wenige Tage vor seiner geplanten Nominierung durch die CHP.
Kurz bevor İmamoğlu 2019 offiziell zum Oberbürgermeister von Istanbul gewählt wurde, behauptete die Zeitung Sabah, dass sein Wechsel von der Amerikanischen Universität Girne in Nordzypern an die Universität Istanbul illegal gewesen sei. Als Reaktion auf eine Beschwerde im Jahr 2020 teilte das Präsidium der Universität Istanbul mit, İmamoğlu habe sich um die von der Universität ausgeschriebene Quote für internationale Transfers beworben und seine Bewerbung sei gemäß den Vorschriften geprüft und angenommen worden. Im Jahr 2024 erklärte der Hochschulrat der Türkei jedoch, dass er 1990, im Jahr von İmamoğlus Transfer, die Amerikanischen Universität Girne nicht anerkannt habe. İmamoğlus Anwälte erklären, dass für den Transfer zum damaligen Zeitpunkt keine Anerkennung der entsendenden Universität erforderlich gewesen sei, weshalb die Universität Istanbul ihn aufgenommen habe. Das Verfahren zur Wiedererlangung seines Abschlusses läuft noch.

## Verhaftung
Am Morgen des 19. März 2025 umstellten türkische Polizeikräfte das Haus von İmamoğlu in Istanbul. In einem auf X geposteten Video gegen ca. 7:00 Uhr Ortszeit, in dem İmamoğlu sich an die Öffentlichkeit wandte, als er sich auf den Tag vorbereitete, twitterte er: „Wir stehen vor großer Unterdrückung, aber ich werde nicht aufgeben. Ich vertraue meiner Nation.“ Kurz darauf wurde er zusammen mit über 100 weiteren Personen verhaftet, darunter sein Assistent Murat Ongun, zwei Bezirksbürgermeister Istanbuls von der republikanischen Volkspartei (CHP) sowie mehrere Journalisten und Geschäftsleuten.
Die Staatsanwaltschaft von Istanbul beschuldigt İmamoğlu, der „Anführer einer kriminellen Organisation“ zu sein, und erhebt Vorwürfe wegen Korruption, Erpressung, Bestechung und Geldwäsche im Zusammenhang mit kommunalen Verträgen. Die Staatsanwaltschaft wirft ihm zudem vor, der PKK geholfen zu haben, indem er während der Kommunalwahlen 2024 ein Wahlbündnis mit der pro-kurdischen Halkların Eşitlik ve Demokrasi Partisi gebildet habe. Die Regierung behauptete, dass dieser „Stadtkonsens“ den Einfluss der PKK in urbanen Gebieten erhöhe. İmamoğlu und seine Unterstützer wiesen die Vorwürfe als erfunden zurück und sagten, sie seien dazu gedacht, İmamoğlu als politischen Konkurrenten Erdoğans auszuschalten.
Zudem verhängten die Behörden ein viertägiges Verbot öffentlicher Demonstrationen in Istanbul und sperrten Hauptverkehrsstraßen. İmamoğlu wurde zur Vatan-Sicherheitsabteilung in Istanbul gebracht, wo er bis zu weiteren rechtlichen Schritten in Haft bleiben soll.
Die Behörden schränkten in Istanbul 42 Stunden lang den Zugang zu sozialen Netzwerken wie X, YouTube und Instagram ein.

## Wirtschaftliche Folgen
Die Festnahme von Ekrem İmamoğlu am 19. März 2025 führte zu erheblichen Schwankungen in der türkischen Wirtschaft. Diese Entwicklung wurde von den Märkten als Zunahme politischer Unsicherheit interpretiert, und es wurden negative Auswirkungen in den wirtschaftlichen Indikatoren festgestellt. Der Wechselkurs der Lira fiel um bis zu 14,5 % gegenüber dem US-Dollar. Der BIST 100 Index fiel um 8,72 %, von einem Schlussstand des Vortages von 10.802 Punkten auf 9.860 Punkte.
Der Kurs der in US-Dollar denominierten Staatsanleihen mit Fälligkeit 2045 fiel um 2 Prozent auf 80,9 Cent.
Die Zentralbank verkaufte fast 10 Milliarden Dollar an Fremdwährungen, um den Wechselkurs der Lira zu stützen.

## Reaktionen

### Innerstaatlich
Die Inhaftierung von Ekrem İmamoğlu löste in der Türkei großes Aufsehen aus. Die CHP bezeichnete die Situation als einen „politischen Putsch“ und erklärte, dass es sich um einen Eingriff gegen den Willen des Volkes handele. Der Vorsitzende der CHP, Özgür Özel, erklärte seine volle Unterstützung für İmamoğlu, während der Vorsitzende der İyi Parti, Müsavat Dervişoğlu, argumentierte, dass die Inhaftierung rechtlich nicht gerechtfertigt sei, sondern vielmehr ein rein politischer Akt. Die Halkların Eşitlik ve Demokrasi Partisi betrachtete es als einen Versuch, die Opposition zu unterdrücken. Der Vorsitzende der Zafer Partisi, Ümit Özdağ, betonte die Rechtsstaatlichkeit und erklärte, dass der Prozess transparent sein müsse. Die Demokratische Partei und die Saadet Partisi gaben ebenfalls Unterstützungsbekundungen für İmamoğlu ab. Während Mitarbeiter der Stadtverwaltung Arbeitsproteste organisierten, gingen Bürger in mehreren Städten, insbesondere in Istanbul und Ankara, auf die Straße, um gegen die Inhaftierungsentscheidung zu protestieren. Zusätzlich wurden an mehreren Universitäten, unter anderem der Universität Istanbul, Proteste abgehalten.
- Der Vorsitzende der CHP, Özgür Özel, bezeichnete die Inhaftierung von İmamoğlu als einen „Putsch“ und nannte İmamoğlu „unseren nächsten Präsidenten.“[13]
- Der Oberbürgermeister der Großstadtkommune Ankara, Mansur Yavaş (CHP), erklärte: „Solche Maßnahmen gegen einen gewählten Bürgermeister sind absolut inakzeptabel.“[13] Zuvor hatte er erklärt: „Wenn İmamoğlus Kandidatur ausgesetzt wird, werde auch ich meine aussetzen.“[14]
- Der Vorsitzende der Gelecek Partisi und ehemalige Premierminister Ahmet Davutoğlu kritisierte die Situation und sagte: „Es ist die größte Schande und der größte Skandal für die Türkei, dass Diploma-Kriege geführt werden, um das höchste Amt des Staates, das Präsidentenamt, zu erreichen.“[13]
- Der Vorsitzende der İYİ Parti, Müsavat Dervişoğlu, lehnte den Vorfall ab und argumentierte, dass die Opposition die Wahlen boykottieren sollte, und bezeichnete die Situation als einen „zivilen Putsch.“[15]
- Der Vorsitzende der Yeniden Refah Partisi, Fatih Erbakan, erklärte: „Das Anfassen an den Grundlagen der Türkei, das Erschüttern des Justizsystems – der Basis des Staates – und das Untergraben des Bedarfs der Wirtschaft an Stabilität und Vertrauen nützt niemandem.“[16]
- Imamoğlu rief die Justiz auf, „moralisch zu handeln“. Erdoğans Partei stritt jede Verwicklung ab.[17]

Die Proteste gingen am 20. März 2025 weiter.

### International
- Der Europarat verurteilte die Inhaftierung von İmamoğlu als „einen Eingriff gegen den Willen des Volkes“. Der Rat gab bekannt, dass das Thema am Kongress der lokalen und regionalen Behörden am 24. März diskutiert werden würde.[19]
- Der Berichterstatter des Europäischen Parlaments für die Türkei, Nacho Sanchez Amor, äußerte Bedenken hinsichtlich der Inhaftierung von İmamoğlu und 100 weiteren Personen sowie des viertägigen Protestverbots und erklärte, dass sie die Situation genau beobachten würden.
- Die Leiterin von Human Rights Watch für die Türkei, Emma Sinclair-Webb, verurteilte die Inhaftierungen und erklärte, dass sie Teil einer „Serie politisch motivierter Ermittlungen zur Behinderung oppositioneller Aktivitäten“ seien.[19]
- Der Oberbürgermeister von Athen, Haris Doukas, sandte eine Unterstützungsbotschaft an İmamoğlu und sagte: „Ekrem, mein Freund, wir stehen hinter dir.“[20]
- Der regierende Bürgermeister von Berlin, Kai Wegner, kündigte an, seine im April 2025 geplante Reise nach Istanbul abzusagen, sollte İmamoğlu nicht freigelassen werden. Er erklärte: „Solidarität mit Ekrem Imamoglu.“[21]